# Mistrzostwa Świata Juniorów w Hokeju na Lodzie 2014/II Dywizja
Mistrzostwa Świata Juniorów w Hokeju na Lodzie II dywizji 2014 odbyły się w dwóch państwach: na Węgrzech (Miszkolc) oraz w Hiszpanii (Jaca). Zawody rozgrywane były w dniach 15–21 grudnia 2013 (turniej grupy A) oraz 11–17 stycznia 2014 (turniej grupy B).
W mistrzostwach drugiej dywizji uczestniczyło 12 zespołów, które zostały podzielone na dwie grupy po 6 zespołów. Rozgrywały one mecze systemem każdy z każdym. Pierwsza oraz druga drużyna turnieju grupy A awansowały do mistrzostw świata pierwszej dywizji w 2015 roku, ostatni zespół grupy A rok później zagrał w grupie B, zastępując zwycięzcę turnieju grupy B. Najsłabsza drużyna grupy B spadła do trzeciej dywizji.
Hale, w których odbyły się zawody to:
- Miszkolc Arena (Miszkolc)
- Palacio de Hielo de Los Pireneos (Jaca)

## Grupa A
Wyniki
| 15 grudnia 2013 | Estonia | 1:4 | Holandia | Miszkolc Arena, Miszkolc |

| Szczegóły      | Szczegóły           | Szczegóły       | Szczegóły                                                                            | Szczegóły                                                                                           |
| -------------- | ------------------- | --------------- | ------------------------------------------------------------------------------------ | --------------------------------------------------------------------------------------------------- |
| Godzina: 13:00 | D. Fursa (EQ) 19:09 | (1:2, 0:0, 0:2) | 06:00 (PP) C. Staps 19:34 (EQ) G. van Nes 45:12 (PP) K. van Gorp 58:58 (EN) C. Staps | Widzów: 50 Sędzia główny: Jens Christian Gregersen Sędziowie liniowi: Shunsuke Ichikawa Attila Nagy |
| Godzina: 13:00 | 10 min. kar         |                 | 12 min. kar                                                                          | Widzów: 50 Sędzia główny: Jens Christian Gregersen Sędziowie liniowi: Shunsuke Ichikawa Attila Nagy |

| 15 grudnia 2013 | Węgry | 5:1 | Litwa | Miszkolc Arena, Miszkolc |

| Szczegóły      | Szczegóły | Szczegóły       | Szczegóły              | Szczegóły                                                                                    |
| -------------- | --- | --------------- | ---------------------- | -------------------------------------------------------------------------------------------- |
| Godzina: 16:30 | E. Keresztury (EQ) 40:55 F. Kocsis (PP) 43:33 V. Gallo (EQ) 52:31 C. Erdely (PP) 53:41 A. Konczei (PP) 59:35 | (0:1, 0:0, 5:0) | 04:35 (EQ) D. Nomanova | Widzów: 500 Sędzia główny: Damien Bliek Sędziowie liniowi: Ołeksandr Goworun Mergen Kaidarow |
| Godzina: 16:30 | 10 min. kar                                                                                                  |                 | 10 min. kar            | Widzów: 500 Sędzia główny: Damien Bliek Sędziowie liniowi: Ołeksandr Goworun Mergen Kaidarow |

| 15 grudnia 2013 | Rumunia | 3:1 | Chorwacja | Miszkolc Arena, Miszkolc |

| Szczegóły      | Szczegóły                                                      | Szczegóły       | Szczegóły             | Szczegóły                                                                            |
| -------------- | -------------------------------------------------------------- | --------------- | --------------------- | ------------------------------------------------------------------------------------ |
| Godzina: 20:00 | S. Hildebrand (EQ) 14:26 M. Biro (PP) 35:48 G. Biro (EN) 59:50 | (1:1, 1:0, 1:0) | 03:09 (EQ) M. Milicic | Widzów: 50 Sędzia główny: Jens Steinecke Sędziowie liniowi: Havar Dahl Marton Nemeth |
| Godzina: 20:00 | 10 min. kar                                                    |                 | 14 min. kar           | Widzów: 50 Sędzia główny: Jens Steinecke Sędziowie liniowi: Havar Dahl Marton Nemeth |

| 16 grudnia 2013 | Litwa | 5:2 | Estonia | Miszkolc Arena, Miszkolc |

| Szczegóły      | Szczegóły | Szczegóły       | Szczegóły                                  | Szczegóły                                                                           |
| -------------- | --- | --------------- | ------------------------------------------ | ----------------------------------------------------------------------------------- |
| Godzina: 13:00 | M. Baltrukonis (EQ) 29:19 D. Bogdziul (SH) 35:21 A. Fiscevas (EQ) 38:10 P. Gintautas (EQ) 49:28 A. Fiscevas (EN) 59:59 | (0:2, 3:0, 2:0) | 13:27 (EQ) M. Puzakov 16:38 (EQ) R.H. Russ | Widzów: 50 Sędzia główny: Jurij Oskirko Sędziowie liniowi: Havar Dahl Marton Nemeth |
| Godzina: 13:00 | 6 min. kar |                 | 10 min. kar                                | Widzów: 50 Sędzia główny: Jurij Oskirko Sędziowie liniowi: Havar Dahl Marton Nemeth |

| 16 grudnia 2013 | Węgry | 6:1 | Rumunia | Miszkolc Arena, Miszkolc |

| Szczegóły      | Szczegóły | Szczegóły       | Szczegóły           | Szczegóły                                                                                              |
| -------------- | --- | --------------- | ------------------- | --- |
| Godzina: 16:30 | C. Erdely (EQ) 00:39 C. Erdely (EQ) 20:44 V. Gallo (EQ) 25:12 C. Erdely (PP) 27:53 P. Vincze (EQ) 44:13 K. Nagy (PP) 53:41 | (1:1, 3:0, 2:0) | 01:01 (EQ) A. Sillo | Widzów: 500 Sędzia główny: Jens Christian Gregersen Sędziowie liniowi: Dominic Erdle Shunsuke Ichikawa |
| Godzina: 16:30 | 24 min. kar |                 | 14 min. kar         | Widzów: 500 Sędzia główny: Jens Christian Gregersen Sędziowie liniowi: Dominic Erdle Shunsuke Ichikawa |

| 16 grudnia 2013 | Chorwacja | 3:7 | Holandia | Miszkolc Arena, Miszkolc |

| Szczegóły      | Szczegóły                                                         | Szczegóły       | Szczegóły | Szczegóły                                                                             |
| -------------- | ----------------------------------------------------------------- | --------------- | --- | ------------------------------------------------------------------------------------- |
| Godzina: 20:00 | M. Plesko (EQ) 17:38 R. Cervecki (PP) 27:28 R. Skrapec (PP) 33:55 | (1:2, 2:2, 0:3) | 10:37 (PP) G. van Nes 19:43 (PP) K. van Gorp 26:32 (EQ) T. Marx 30:58 (PP2) R. de Hondt 45:06 (EQ) R. de Hondt 52:25 (EQ) R. van der Schuit 57:51 (SH) D. Stempher | Widzów: 50 Sędzia główny: Damien Bliek Sędziowie liniowi: Mergen Kaidarow Attila Nagy |
| Godzina: 20:00 | 18 min. kar                                                       |                 | 38 min. kar | Widzów: 50 Sędzia główny: Damien Bliek Sędziowie liniowi: Mergen Kaidarow Attila Nagy |

| 18 grudnia 2013 | Chorwacja | 2:5 | Litwa | Miszkolc Arena, Miszkolc |

| Szczegóły      | Szczegóły                                 | Szczegóły       | Szczegóły | Szczegóły                                                                                 |
| -------------- | ----------------------------------------- | --------------- | --- | ----------------------------------------------------------------------------------------- |
| Godzina: 13:00 | M. Sakic (EQ) 02:36 B. Kegalj (PP2) 33:06 | (1:2, 1:1, 0:2) | 03:27 (EQ) P. Gintautas 06:21 (PP) D. Bogdziul 29:13 (PP) D. Bogdziul 42:55 (EQ) D. Bogdziul 44:23 (PP) E. Protcenko | Widzów: 60 Sędzia główny: Jens Steinecke Sędziowie liniowi: Ołeksandr Goworun Attila Nagy |
| Godzina: 13:00 | 18 min. kar                               |                 | 8 min. kar | Widzów: 60 Sędzia główny: Jens Steinecke Sędziowie liniowi: Ołeksandr Goworun Attila Nagy |

| 18 grudnia 2013 | Węgry | 8:2 | Estonia | Miszkolc Arena, Miszkolc |

| Szczegóły      | Szczegóły | Szczegóły       | Szczegóły                                 | Szczegóły                                                                            |
| -------------- | --- | --------------- | ----------------------------------------- | ------------------------------------------------------------------------------------ |
| Godzina: 16:30 | A. Reisz (EQ) 13:03 V. Gallo (PP) 26:15 T. Sarpatki (PP) 28:45 T. Sarpatki (EQ) 35:08 K. Nagy (EQ) 36:41 L. Rito (SH) 50:26 V. Gallo (EQ) 52:45 B. Sebok (EQ) 54:31 | (1:0, 4:1, 3:1) | 24:03 (EQ) A. Kato 47:11 (EQ) G. Wasiljew | Widzów: 450 Sędzia główny: Jurij Oskirko Sędziowie liniowi: Havar Dahl Dominic Erdle |
| Godzina: 16:30 | 14 min. kar |                 | 10 min. kar                               | Widzów: 450 Sędzia główny: Jurij Oskirko Sędziowie liniowi: Havar Dahl Dominic Erdle |

| 18 grudnia 2013 | Rumunia | 2:5 | Holandia | Miszkolc Arena, Miszkolc |

| Szczegóły      | Szczegóły                                   | Szczegóły       | Szczegóły | Szczegóły                                                                                             |
| -------------- | ------------------------------------------- | --------------- | --- | --- |
| Godzina: 20:00 | G. Biro (EQ) 45:00 M. Constantin (EQ) 50:37 | (0:1, 0:0, 2:4) | 19:39 (EQ) D. Stempher 49:27 (EQ) R. de Hondt 51:01 (EQ) R. de Hondt 54:14 (EQ) B. van Gestel 56:49 (SH) R. van der Schuit | Widzów: 50 Sędzia główny: Jens Christian Gregersen Sędziowie liniowi: Shunsuke Ichikawa Marton Nemeth |
| Godzina: 20:00 | 8 min. kar                                  |                 | 12 min. kar | Widzów: 50 Sędzia główny: Jens Christian Gregersen Sędziowie liniowi: Shunsuke Ichikawa Marton Nemeth |

| 20 grudnia 2013 | Litwa | 5:1 | Rumunia | Miszkolc Arena, Miszkolc |

| Szczegóły      | Szczegóły | Szczegóły       | Szczegóły                | Szczegóły                                                                             |
| -------------- | --- | --------------- | ------------------------ | ------------------------------------------------------------------------------------- |
| Godzina: 13:00 | A. Fiscevas (EQ) 00:44 I. Cetvertak (PP2) 03:06 A. Fiscevas (PP) 04:25 E. Protcenko (PP) 13:40 A. Fiscevas (EQ) 24:44 | (4:1, 1:0, 0:0) | 11:09 (PP) S. Hildebrand | Widzów: 100 Sędzia główny: Jens Steinecke Sędziowie liniowi: Havar Dahl Dominic Erdle |
| Godzina: 13:00 | 12 min. kar |                 | 18 min. kar              | Widzów: 100 Sędzia główny: Jens Steinecke Sędziowie liniowi: Havar Dahl Dominic Erdle |

| 20 grudnia 2013 | Holandia | 2:7 | Węgry | Miszkolc Arena, Miszkolc |

| Szczegóły      | Szczegóły                                      | Szczegóły       | Szczegóły | Szczegóły                                                                                     |
| -------------- | ---------------------------------------------- | --------------- | --- | --------------------------------------------------------------------------------------------- |
| Godzina: 16:30 | T. Ras (PP) 05:32 R. van der Schuit (PP) 31:20 | (1:2, 1:3, 0:2) | 15:03 (EQ) E. Keresztury 15:39 (EQ) A. Konczei 26:24 (EQ) B. Stipsicz 36:23 (PP) V. Gallo 39:56 (EQ) G. Korbuly 45:14 (PP) C. Erdely 53:17 (EQ) V. Gallo | Widzów: 800 Sędzia główny: Jurij Oskirko Sędziowie liniowi: Ołeksandr Goworun Mergen Kaidarow |
| Godzina: 16:30 | 12 min. kar                                    |                 | 10 min. kar | Widzów: 800 Sędzia główny: Jurij Oskirko Sędziowie liniowi: Ołeksandr Goworun Mergen Kaidarow |

| 20 grudnia 2013 | Estonia | 3:1 | Chorwacja | Miszkolc Arena, Miszkolc |

| Szczegóły      | Szczegóły                                                   | Szczegóły       | Szczegóły              | Szczegóły                                                                           |
| -------------- | ----------------------------------------------------------- | --------------- | ---------------------- | ----------------------------------------------------------------------------------- |
| Godzina: 20:00 | M. Tugo (EQ) 28:09 R-H. Russ (EQ) 48:19 S. Kerna (EQ) 56:33 | (0:1, 1:0, 2:0) | 17:33 (PP) I. Janković | Widzów: 40 Sędzia główny: Damien Bliek Sędziowie liniowi: Attila Nagy Marton Nemeth |
| Godzina: 20:00 | 36 min. kar                                                 |                 | 43 min. kar            | Widzów: 40 Sędzia główny: Damien Bliek Sędziowie liniowi: Attila Nagy Marton Nemeth |

| 21 grudnia 2013 | Holandia | 4:5 pd. | Litwa | Miszkolc Arena, Miszkolc |

| Szczegóły      | Szczegóły                                                                                       | Szczegóły            | Szczegóły | Szczegóły                                                                                 |
| -------------- | ----------------------------------------------------------------------------------------------- | -------------------- | --- | ----------------------------------------------------------------------------------------- |
| Godzina: 13:00 | J. Knoren (EQ) 16:24 D. Stempher (EQ) 40:33 R. van der Schuit (EQ) 56:49 D. Stempher (EQ) 59:34 | (1:1, 0:2, 3:1, 0:1) | 10:14 (PP) E. Protcenko 28:16 (PP) D. Cypas 34:56 (SH) D. Bogdziul 46:35 (PP) P. Gintautas 62:42 (PP) D. Cypas | Widzów: 50 Sędzia główny: Jens Steinecke Sędziowie liniowi: Mergen Kaidarow Marton Nemeth |
| Godzina: 13:00 | 28 min. kar                                                                                     |                      | 12 min. kar | Widzów: 50 Sędzia główny: Jens Steinecke Sędziowie liniowi: Mergen Kaidarow Marton Nemeth |

| 21 grudnia 2013 | Rumunia | 1:3 | Estonia | Miszkolc Arena, Miszkolc |

| Szczegóły      | Szczegóły          | Szczegóły       | Szczegóły                                                             | Szczegóły                                                                                |
| -------------- | ------------------ | --------------- | --------------------------------------------------------------------- | ---------------------------------------------------------------------------------------- |
| Godzina: 16:30 | M. Biro (EQ) 47:15 | (0:0, 0:2, 1:1) | 32:57 (PP) P. Kulakov 39:32 (EQ) G. Vassiljev 44:51 (PP) G. Vassiljev | Widzów: 100 Sędzia główny: Damien Bliek Sędziowie liniowi: Shunsuke Ichikawa Attila Nagy |
| Godzina: 16:30 | 20 min. kar        |                 | 20 min. kar                                                           | Widzów: 100 Sędzia główny: Damien Bliek Sędziowie liniowi: Shunsuke Ichikawa Attila Nagy |

| 21 grudnia 2013 | Chorwacja | 1:8 | Węgry | Miszkolc Arena, Miszkolc |

| Szczegóły      | Szczegóły               | Szczegóły       | Szczegóły | Szczegóły                                                                                  |
| -------------- | ----------------------- | --------------- | --- | ------------------------------------------------------------------------------------------ |
| Godzina: 20:00 | R. Platuzic (PP2) 08:38 | (1:1, 0:3, 0:4) | 04:55 (EQ) V. Gallo 23:14 (EQ) L. Rito 25:28 (EQ) C. Erdely 26:57 (EQ) L. Rito 40:10 (EQ) K. Szabo 46:05 (PP) A. Konczei 56:59 (PP) T. Laday 57:51 (EQ) T. Laday | Sędzia główny: Jens Christian Gregersen Sędziowie liniowi: Dominic Erdle Ołeksandr Goworun |
| Godzina: 20:00 | 4 min. kar              |                 | 6 min. kar | Sędzia główny: Jens Christian Gregersen Sędziowie liniowi: Dominic Erdle Ołeksandr Goworun |

Tabela
| Lp. | Zespół    | M | Pkt | Z | Zd | Pd | P | G+ | G- | +/− |
| --- | --------- | - | --- | - | -- | -- | - | -- | -- | --- |
| 1   | Węgry     | 5 | 15  | 5 | 0  | 0  | 0 | 34 | 7  | +27 |
| 2   | Litwa     | 5 | 11  | 3 | 1  | 0  | 1 | 21 | 14 | +7  |
| 3   | Holandia  | 5 | 10  | 3 | 0  | 1  | 1 | 22 | 18 | +4  |
| 4   | Estonia   | 5 | 6   | 2 | 0  | 0  | 3 | 11 | 19 | -8  |
| 5   | Rumunia   | 5 | 3   | 1 | 0  | 0  | 4 | 8  | 20 | -12 |
| 6   | Chorwacja | 5 | 0   | 0 | 0  | 0  | 5 | 8  | 26 | -18 |

    = awans do I dywizji, grupy B     = pozostanie w II dywizji, grupy A     = spadek do II dywizji, grupy B

## Grupa B
Wyniki
| 11 stycznia 2014 | Korea Południowa | 6:4 | Islandia | Palacio de Hielo de Los Pireneos, Jaca |

| Szczegóły      | Szczegóły | Szczegóły       | Szczegóły                                                                                     | Szczegóły                              |
| -------------- | --- | --------------- | --------------------------------------------------------------------------------------------- | -------------------------------------- |
| Godzina: 13:00 | Lee C. J. (EQ) 22:04 Kim H. K. (EQ) 30:23 Hwang D. H. (SH) 38:29 Seo Y. J. (PP) 38:57 Yoon J. H. (PP) 39:59 Seo Y. J. (PP) 58:31 | (0:0, 5:2, 1:2) | 25:12 (EQ) S. Snorrason 34:06 (EQ) A. Helgason 40:16 (EQ) S. Snorrason 52:54 (EQ) B. Bergmann | Widzów: 440 Sędzia główny: Petr Amosow |
| Godzina: 13:00 | 18 min. kar |                 | 14 min. kar                                                                                   | Widzów: 440 Sędzia główny: Petr Amosow |

| 11 stycznia 2014 | Chiny | 3:5 | Australia | Palacio de Hielo de Los Pireneos, Jaca |

| Szczegóły      | Szczegóły                                               | Szczegóły       | Szczegóły                                                                                          | Szczegóły                                  |
| -------------- | ------------------------------------------------------- | --------------- | -------------------------------------------------------------------------------------------------- | ------------------------------------------ |
| Godzina: 16:30 | Zhang Z. (EQ) 07:30 Zuo T. (EQ) 25:38 Liu Q. (EQ) 30:22 | (1:3, 2:2, 0:0) | 06:47 (EQ) C. Kubara 13:20 (EQ) C. Todd 14:21 (EQ) K. Fedor 32:38 (EQ) C. Todd 36:27 (EQ) K. Fedor | Widzów: 650 Sędzia główny: Eduard Ibatulin |
| Godzina: 16:30 | 12 min. kar                                             |                 | 10 min. kar                                                                                        | Widzów: 650 Sędzia główny: Eduard Ibatulin |

| 11 stycznia 2014 | Serbia | 1:2 | Hiszpania | Palacio de Hielo de Los Pireneos, Jaca |

| Szczegóły      | Szczegóły               | Szczegóły       | Szczegóły                                      | Szczegóły                              |
| -------------- | ----------------------- | --------------- | ---------------------------------------------- | -------------------------------------- |
| Godzina: 20:00 | U. Novakovic (PP) 39:03 | (0:2, 1:0, 0:0) | 04:17 (EQ) A. Carbonell 10:03 (PP) G. Gonzalez | Widzów: 2500 Sędzia główny: Dean Smith |
| Godzina: 20:00 | 14 min. kar             |                 | 20 min. kar                                    | Widzów: 2500 Sędzia główny: Dean Smith |

| 12 stycznia 2014 | Islandia | 8:1 | Chiny | Palacio de Hielo de Los Pireneos, Jaca |

| Szczegóły      | Szczegóły | Szczegóły       | Szczegóły        | Szczegóły                                |
| -------------- | --- | --------------- | ---------------- | ---------------------------------------- |
| Godzina: 13:00 | B. Bergmann (EQ) 06:30 D.H. Magnusson (EQ) 13:00 F. Gudnason (EQ) 17:00 A. Helgason (PP) 21:00 B.R. Sigurdarson (EQ) 21:50 B. R. Sigurdarson (EQ) 25:22 I. Arnason (PP) 48:01 A. Helgason (EQ) 56:02 | (3:0, 3:0, 2:1) | 44:21 (EQ) Wu J. | Widzów: – Sędzia główny: Martin de Wilde |
| Godzina: 13:00 | 26 min. kar |                 | 36 min. kar      | Widzów: – Sędzia główny: Martin de Wilde |

| 12 stycznia 2014 | Korea Południowa | 6:2 | Serbia | Palacio de Hielo de Los Pireneos, Jaca |

| Szczegóły      | Szczegóły | Szczegóły       | Szczegóły                                   | Szczegóły                                  |
| -------------- | --- | --------------- | ------------------------------------------- | ------------------------------------------ |
| Godzina: 16:30 | Seo Y. J. (PP) 16:04 Seo Y. J. (PP) 28:26 Lee D. G. (PP) 52:52 Kim H. K. (PP) 53:26 Hwang Y. (EQ) 54:12 Lee C. J. (EQ) 54:54 | (1:0, 1:1, 4:1) | 23:45 (PP) L. Leštarić 44:52 (EQ) D. Terzic | Widzów: 450 Sędzia główny: Eduard Ibatulin |
| Godzina: 16:30 | 32 min. kar |                 | 20 min. kar                                 | Widzów: 450 Sędzia główny: Eduard Ibatulin |

| 12 stycznia 2014 | Hiszpania | 4:1 | Australia | Palacio de Hielo de Los Pireneos, Jaca |

| Szczegóły      | Szczegóły                                                                                 | Szczegóły       | Szczegóły          | Szczegóły                               |
| -------------- | ----------------------------------------------------------------------------------------- | --------------- | ------------------ | --------------------------------------- |
| Godzina: 20:00 | A. Garcia (EQ) 11:37 A. Carbonell (EQ) 23:39 M. Garcia (PP) 40:31 I. Solorzano (EQ) 55:14 | (1:0, 1:0, 2:1) | 59:22 (EQ) C. Todd | Widzów: 2400 Sędzia główny: Petr Amosow |
| Godzina: 20:00 | 14 min. kar                                                                               |                 | 14 min. kar        | Widzów: 2400 Sędzia główny: Petr Amosow |

| 14 stycznia 2014 | Serbia | 3:2 | Australia | Palacio de Hielo de Los Pireneos, Jaca |

| Szczegóły      | Szczegóły                                                       | Szczegóły       | Szczegóły                                | Szczegóły                             |
| -------------- | --------------------------------------------------------------- | --------------- | ---------------------------------------- | ------------------------------------- |
| Godzina: 13:00 | N. Kerezovic (EQ) 00:39 A. Zwick (PP) 25:07 A. Zwick (EQ) 32:27 | (1:1, 2:1, 0:0) | 04:29 (PP) S. Tobin 39:59 (PP) T. Kubara | Widzów: 103 Sędzia główny: Dean Smith |
| Godzina: 13:00 | 10 min. kar                                                     |                 | 10 min. kar                              | Widzów: 103 Sędzia główny: Dean Smith |

| 14 stycznia 2014 | Korea Południowa | 17:2 | Chiny | Palacio de Hielo de Los Pireneos, Jaca |

| Szczegóły      | Szczegóły | Szczegóły       | Szczegóły                           | Szczegóły                              |
| -------------- | --- | --------------- | ----------------------------------- | -------------------------------------- |
| Godzina: 16:30 | Seo Y. J. (PP) 01:10 Choi Y. I. (EQ) 03:08 Lee S. H. (EQ) 04:10 Kim H. K. (EQ) 04:16 Lee K. M. (PP) 19:30 Lee S. H. (EQ) 24:59 Lee D. G. (EQ) 27:25 Seo Y. J. (PP) 29:26 Seo Y. J. (PP) 38:00 Hwang D. H. (EQ) 42:22 Jung J. H. (PP) 46:02 Choi Y. I. (PP) 47:27 Kim G. W. (EQ) 48:50 Seo Y. J. (EQ) 53:14 Lee D. G. (EQ) 56:30 Lee S. H. (EQ) 57:21 Kim Y. H. (EQ) 58:54 | (5:0, 4:0, 8:2) | 48:01 (EQ) Yue X. 50:36 (PP) Liu Y. | Widzów: 250 Sędzia główny: Petr Amosow |
| Godzina: 16:30 | 45 min. kar |                 | 45 min. kar                         | Widzów: 250 Sędzia główny: Petr Amosow |

| 14 stycznia 2014 | Hiszpania | 6:4 | Islandia | Palacio de Hielo de Los Pireneos, Jaca |

| Szczegóły      | Szczegóły | Szczegóły       | Szczegóły                                                                                   | Szczegóły                                   |
| -------------- | --- | --------------- | ------------------------------------------------------------------------------------------- | ------------------------------------------- |
| Godzina: 20:00 | J. Burgos (PP) 02:23 I. Solorzano (EQ) 08:19 A. Palacios (PP) 12:12 C. Rivero (PP) 14:17 A. Carbonell (PP) 32:19 A. Carbonell (EQ) 58:24 | (4:1, 1:3, 1:0) | 18:27 (EQ) A. Helgason 23:42 (PEN) F. Gudnason 38:09 (PP) I. Arnason 39:35 (EQ) F. Gudnason | Widzów: 2500 Sędzia główny: Martin de Wilde |
| Godzina: 20:00 | 18 min. kar |                 | 18 min. kar                                                                                 | Widzów: 2500 Sędzia główny: Martin de Wilde |

| 15 stycznia 2014 | Australia | 2:8 | Korea Południowa | Palacio de Hielo de Los Pireneos, Jaca |

| Szczegóły      | Szczegóły                              | Szczegóły       | Szczegóły | Szczegóły                                 |
| -------------- | -------------------------------------- | --------------- | --- | ----------------------------------------- |
| Godzina: 13:00 | C. Todd (EQ) 24:53 S. Tobin (EQ) 50:17 | (0:5, 1:3, 1:0) | 01:10 (EQ) Lee S. H. 01:28 (EQ) Lee C. J. 03:03 (EQ) Lee D. G. 06:42 (EQ) Lee C. J. 11:48 (EQ) Kim H. K. 22:22 (EQ) Yoon J. H. 33:42 (EQ) Seo Y. J. 35:22 (EQ) Lee S. H. | Widzów: 73 Sędzia główny: Martin de Wilde |
| Godzina: 13:00 | 2 min. kar                             |                 | 14 min. kar | Widzów: 73 Sędzia główny: Martin de Wilde |

| 15 stycznia 2014 | Islandia | 3:4 | Serbia | Palacio de Hielo de Los Pireneos, Jaca |

| Szczegóły      | Szczegóły                                                                         | Szczegóły       | Szczegóły                                                                                           | Szczegóły                             |
| -------------- | --------------------------------------------------------------------------------- | --------------- | --------------------------------------------------------------------------------------------------- | ------------------------------------- |
| Godzina: 16:30 | D.H. Magnusson (EQ) 14:26 B.R. Sigurdarson (EQ) 37:52 B.R. Sigurdarson (PP) 52:12 | (1:0, 1:3, 1:1) | 23:16 (PP) P. Podunavac 33:20 (EQ) R. Radosavljevic 37:26 (PP) R. Radosavljevic 54:25 (EQ) A. Zwick | Widzów: 250 Sędzia główny: Dean Smith |
| Godzina: 16:30 | 24 min. kar                                                                       |                 | 30 min. kar                                                                                         | Widzów: 250 Sędzia główny: Dean Smith |

| 15 stycznia 2014 | Chiny | 1:5 | Hiszpania | Palacio de Hielo de Los Pireneos, Jaca |

| Szczegóły      | Szczegóły        | Szczegóły       | Szczegóły | Szczegóły                                   |
| -------------- | ---------------- | --------------- | --- | ------------------------------------------- |
| Godzina: 20:00 | Ji P. (EQ) 03:11 | (1:2, 0:2, 0:1) | 05:31 (EQ) D. Alvarez 07:20 (EQ) A. Carbonell 26:04 (EQ) P. Fuentes 39:55 (PP) A. Palacios 59:45 (EQ) A. Palacios | Widzów: 1623 Sędzia główny: Eduard Ibatulin |
| Godzina: 20:00 | 28 min. kar      |                 | 37 min. kar | Widzów: 1623 Sędzia główny: Eduard Ibatulin |

| 17 stycznia 2014 | Serbia | 5:2 | Chiny | Palacio de Hielo de Los Pireneos, Jaca |

| Szczegóły      | Szczegóły                                                                                                | Szczegóły       | Szczegóły                            | Szczegóły                                 |
| -------------- | --- | --------------- | ------------------------------------ | ----------------------------------------- |
| Godzina: 13:00 | A. Babic (EQ) 44:40 U. Novakovic (SH) 52:15 L. Leštarić (PP) 54:26 I. Anić (EQ) 58:43 I. Anić (SH) 59:46 | (0:1, 0:0, 5:1) | 03:04 (EQ) Ji P. 43:16 (PP) Zhang Z. | Widzów: 40 Sędzia główny: Martin de Wilde |
| Godzina: 13:00 | 6 min. kar                                                                                               |                 | 4 min. kar                           | Widzów: 40 Sędzia główny: Martin de Wilde |

| 17 stycznia 2014 | Australia | 2:1 pk. | Islandia | Palacio de Hielo de Los Pireneos, Jaca |

| Szczegóły      | Szczegóły                             | Szczegóły                 | Szczegóły               | Szczegóły                                  |
| -------------- | ------------------------------------- | ------------------------- | ----------------------- | ------------------------------------------ |
| Godzina: 16:30 | K. Fedor (EQ) 34:23 T. Sak (SO) 65:00 | (0:1, 1:0, 0:0, 0:0, 1:0) | 10:04 (PP) S. Snorrason | Widzów: 600 Sędzia główny: Eduard Ibatulin |
| Godzina: 16:30 | 12 min. kar                           |                           | 30 min. kar             | Widzów: 600 Sędzia główny: Eduard Ibatulin |

| 17 stycznia 2014 | Hiszpania | 2:4 | Korea Południowa | Palacio de Hielo de Los Pireneos, Jaca |

| Szczegóły      | Szczegóły                              | Szczegóły       | Szczegóły                                                                            | Szczegóły                              |
| -------------- | -------------------------------------- | --------------- | ------------------------------------------------------------------------------------ | -------------------------------------- |
| Godzina: 20:00 | J. Burgos (PP) 08:36 J. Vea (PP) 17:16 | (2:2, 0:1, 0:1) | 13:59 (PP) Seo Y. J. 19:38 (PP) Kim H. K. 38:54 (EQ) Yoon J. H. 45:12 (EQ) Seo Y. J. | Widzów: 2200 Sędzia główny: Dean Smith |
| Godzina: 20:00 | 30 min. kar                            |                 | 18 min. kar                                                                          | Widzów: 2200 Sędzia główny: Dean Smith |

Tabela
| Lp. | Zespół           | M | Z | Zd | Pd | P | G+ | G- | +/− | Pkt |
| --- | ---------------- | - | - | -- | -- | - | -- | -- | --- | --- |
| 1.  | Korea Południowa | 5 | 5 | 0  | 0  | 0 | 41 | 12 | +29 | 15  |
| 2.  | Hiszpania        | 5 | 4 | 0  | 0  | 1 | 19 | 11 | +8  | 12  |
| 3.  | Serbia           | 5 | 3 | 0  | 0  | 2 | 15 | 15 | 0   | 9   |
| 4.  | Australia        | 5 | 1 | 1  | 0  | 3 | 12 | 19 | -7  | 5   |
| 5.  | Islandia         | 5 | 1 | 0  | 1  | 3 | 20 | 19 | +1  | 4   |
| 6.  | Chiny            | 5 | 0 | 0  | 0  | 5 | 9  | 40 | -31 | 0   |

    = awans do II dywizji, grupy A     = pozostanie w II dywizji, grupy B     = spadek do III dywizji